# 愛媛県立松山北高等学校中島分校
愛媛県立松山北高等学校中島分校（えひめけんりつまつやまきたこうとうがっこうなかじまぶんこう）は、愛媛県松山市にある松山港の沖合いから約10kmの中島に位置する公立高等学校である。

## 概要
愛媛県松山市の離島、中島にある。1948年（昭和23年）10月15日に愛媛県立松山農業高等学校中島分校を中島町役場（現：松山市役所中島支所）近辺で創立する。その後1972年6月17日に現在地に移転する。学校再編成により、1949年9月1日に愛媛県立松山北高等学校中島分校へ校名変更する。ベビーブームで生徒数が全盛期だった1966年には400名超が在籍していた。現在は61名が在籍しており、入学を志望する生徒が減少している。
2012年（平成24年）12月25日に愛媛県立松山北高等学校中島分校振興対策協議会を発足。入学志望する生徒を増やすため、市内の中学校や公民館で説明会を実施している。また、動画で学校紹介を行っている。平成31年度から通学区域外からの入学者枠（県外を含む）が通常より拡大された。
県内の公立高等学校で唯一グラウンドに芝生が敷かれており、毎月1度全校生徒と教職員が除草作業を行っている。
少人数の特性を生かした個別指導により、国公立や短期大学への進学実績がある。学科は普通科であるが、2年次からの選択科目である商業の履修が可能で、公益財団法人全国商業高等学校協会が主催する検定試験に受検ができる。
学校ならではの柑橘類の摘果作業、潮干狩り、マリンスポーツなどの体験活動を実施している。また、多数のイベント参加、地域の清掃、福祉施設での支援活動などのボランティア、奉仕活動にも取り組んでいる。
公式ウェブサイトと併用、活用し、行事や日々の活動の発信をInstagramとYouTubeで行っている。

## 沿革
- 1948年10月15日 - 愛媛県立松山農業高等学校中島分校創立。
- 1948年10月20日 - 開校式挙行（定時制課程普通科、農業科）。
- 1949年9月1日 - 学校再編成により、愛媛県立松山北高等学校に統合、愛媛県立松山北高等学校中島分校となる。
- 1958年4月1日 - 全日制課程普通科設置、定時制課程普通科、農業科募集停止。
- 1971年12月6日 - 体育館新築（同年5月9日着工）。
- 1972年3月31日 - 本館新築（1971年11月17日着工）。
- 1972年6月17日 - 本館、体育館、新築移転完了。
- 1973年5月28日 - 正門、八幡池完成（PTA）。
- 1975年3月27日 - 格技場新築。
- 1975年12月20日 - 東門完成。
- 1978年10月21日 - 天体観測室新築。
- 1981年12月12日 - テニスコート（3面）完成、八幡池埋立。
- 1981年12月20日 - バックネット・フェンス完成。
- 1992年2月5日 - 体育器具収納庫新築。
- 1992年3月3日 - 艇庫新築。
- 2002年10月17日 - 体育館大規模改修工事完工。
- 2012年3月18日 - 本館耐震改修工事完工、天体観測室撤去。
- 2012年12月25日 - 愛媛県立松山北高等学校中島分校振興対策協議会発足[8]。
- 2014年3月28日 - 体育館耐震改修工事完工（2013年11月1日着工）。
- 2016年1月14日 - 格技場耐震工事完工。
- 2019年9月2日 - 給食提供開始[13][14][15]。
- 2021年8月 - 屋外トイレ改修工事完工（同年7月着工）。

## 設置学科

### 1948年〜1958年
定時制課程
- 普通科
- 農業科

### 1958年〜現在
全日制課程
- 普通科

## 校訓・教育方針

### 校訓
文　武　心

### 教育方針
自律、共同、誠実を重んじる学校生活を通じて、豊かな人間性と不屈の精神を養うとともに、個性や能力に応じた教育の徹底を図り、国家・社会に役立つ心身ともに健全な市民を育成する。

## 部活動・同好会
すべての生徒がいずれかの部へ絶対に入部しなければならない。

### 部活動
運動部
- テニス
- 卓球

過去に活動していた運動部
- ボート
- バレー
- 陸上
- 剣道
- 日舞
- 軟式野球

文化部
- 園芸
- 茶華道
- ICTビジネス探究
- 愛顔創造
- アートLab
- VYS

過去に活動していた文化部
- 映画
- 絵画
- 手芸
- 文芸
- 郷土
- 商業
- 囲碁・将棋
- 読書

### 過去に活動していた同好会
- VYS
- 音楽
- 美術
- 書道
- サイクリング[注釈 3][17]
- フィッシング
- クッキング

## 主な施設
- 本館
  - 屋上 - 天体観測室[注釈 4]
  - 3階 - 図書室、31教室、音楽教室、情報処理教室
  - 2階 - 被服教室、21教室、化学生物教室
  - 1階 - 食物教室、11教室、事務室、職員室
- 格技場
- 部室・生徒会室
- 体育館（体育教官室）
- テニスコート

## 学校行事
| - 4月 - 新任式、始業式、入学式 - 5月 - 遠足、生徒総会・家庭クラブ総会 - 6月 - 県総体 - 7月 - 就業体験、グループ結団式・グループマッチ、防災避難訓練、終業式 | - 8月 - 始業式 - 9月 - 体育大会、生徒総会・家庭クラブ総会 - 10月 - 修学旅行（2年） - 11月 - 文化祭 | - 12月 - グループマッチ、シェイクアウトえひめ、防災避難訓練、終業式 - 1月 - 始業式 - 2月 - 校内マラソン大会（1〜2年） - 3月 - 卒業証書授与式、終業式、離任式 |

## 周辺
- 中島こども園
- 中島総合文化センター
- なかじま中央病院

## 交通
中島へは中島汽船の運航しているフェリーまたは高速船で行くことができる。
- 大浦港から西へ350m。
- 中島汽船バス①島内ループ線、⑤南ループ線（トンネルまわり）神浦桟橋から中島港まで10分。